# Kunstareal

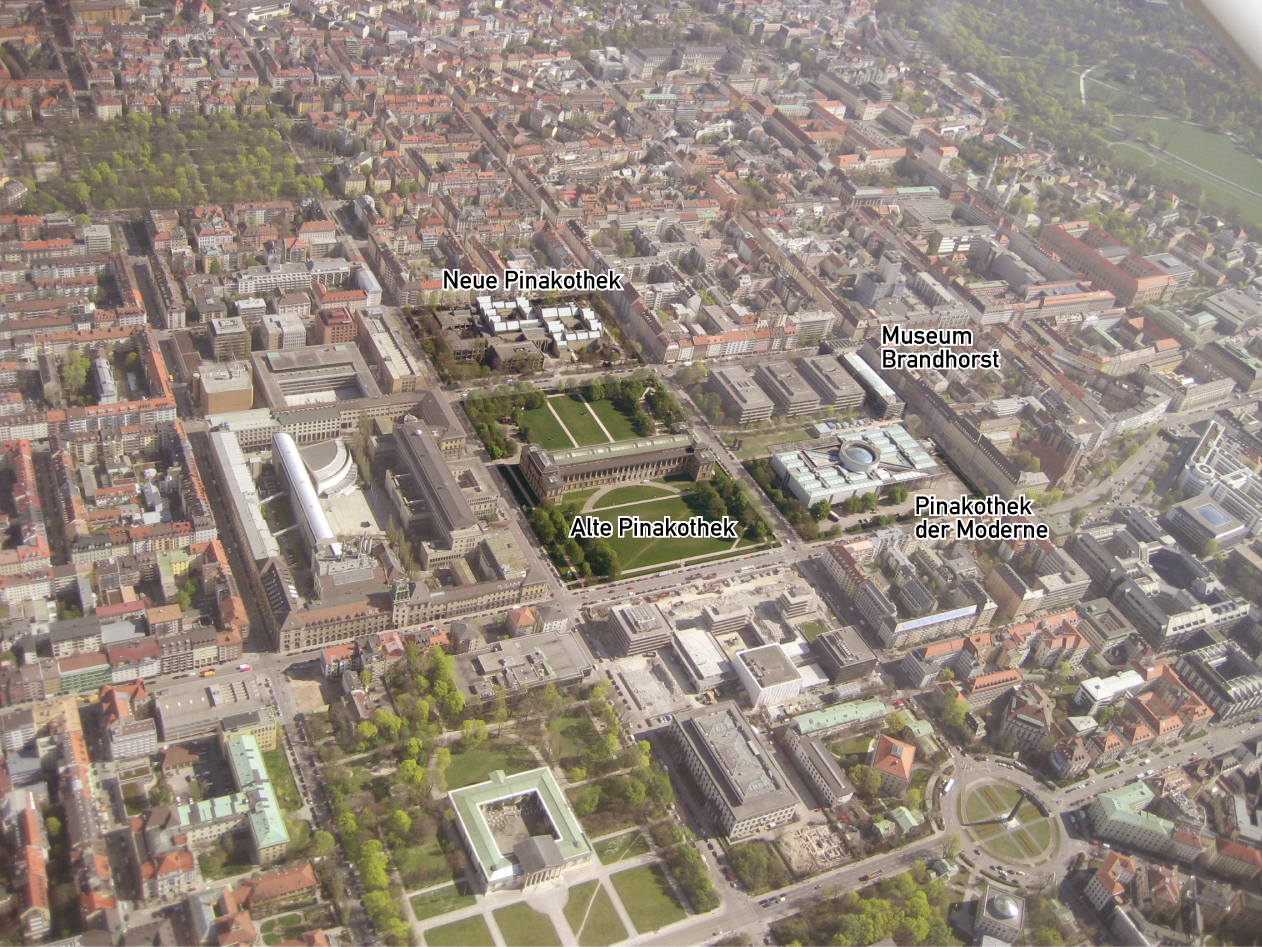
Kunstareal, imagine aeriană

Kunstareal este un cartier muzeal situat în Maxvorstadt, un sector din centrul orașului München.

## Muzee
- Alte Pinakothek (pictură europeană din perioada dintre secolul al XIII-lea și secolul al XVIII-lea)
- Neue Pinakothek (pictură și sculptură europeană din secolul al XVIII-lea și al XIX-lea)
- Pinakothek der Moderne (pictură, sculptură și fotografie din secolul al XX-lea și al XXI-lea; colecție de artă grafică, de design și arhitectură)
- Gliptoteca de la München (sculptură greacă, romană și etruscă)
- Muzeul Brandhorst (colecție privată de pictură modernă)
- Staatliche Antikensammlungen (ceramincă greacă, romană și etruscă)
- Städtische Galerie im Lenbachhaus (pictură din cercul Der Blaue Reiter, pictură și sculptură internațională din secolele al XX-lea și al XXI-lea)
- Städtische Graphische Sammlung (artă grafică internațională din periada Renașterii până în zilele noastre)
- Staatliches Museum Ägyptischer Kunst (muzeul va fi mutat în Kunstareal din 2010). Acest muzeu este consacrat Egiptului antic, dar prezintă și reliefe provenind din Asiria și de asemenea un leu de pe Poarta Iștar din Babilon.